# Copa Pan-Americana de Voleibol Masculino de 2017
A Copa Pan-Americana de Voleibol Masculino de 2017 foi a 12ª edição deste torneio organizado pela Confederação da América do Norte, Central e Caribe de Voleibol (NORCECA) em parceria com a Confederação Sul-Americana de Voleibol (CSV), realizado no período de 25 a 30 de julho, com as partidas realizadas na Arena Robert Guertin, na cidade de Gatineau, no Canadá.
A seleção argentina venceu seu primeiro título da competição ao vencer na final única a seleção porto-riquenha. O central argentino Martín Ramos foi eleito MVP do torneio.

## Seleções participantes
| Grupo      | Equipe               | Última aparição |
| A          |                      |                 |
| ---------- | -------------------- | --------------- |
| A          | Cuba                 | 2016            |
| A          | Estados Unidos       | 2016            |
| A          | México               | 2016            |
| A          | República Dominicana | 2016            |
| B          |                      |                 |
| Argentina  | 2016                 |                 |
| Canadá     | 2016                 |                 |
| Porto Rico | 2015                 |                 |
| Venezuela  | 2016                 |                 |

## Formato da disputa
O torneio foi dividido em duas fases: fase classificatória e fase final.
Na fase preliminar as 8 equipes participantes foram divididas em dois grupos de 4 equipes, cada grupo foi jogado com um sistema de todos contra todos e as equipes foram classificadas de acordo com os seguintes critérios:
1. Maior número de partidas ganhas.
2. Maior número de pontos obtidos, que são concedidos da seguinte forma:
  - Partida com resultado final 3–0: 5 pontos para o vencedor e 0 pontos para o perdedor.
  - Partida com resultado final 3–1: 4 pontos para o vencedor e 1 pontos para o perdedor.
  - Partida com resultado final 3–2: 3 pontos para o vencedor e 2 pontos para o perdedor.
3. Proporção entre pontos ganhos e pontos perdidos (razão de pontos).
4. Proporção entre os sets ganhos e os sets perdidos (razão de sets).
5. Se o empate persistir entre duas equipes, a prioridade é dada à equipe que venceu a última partida entre as equipes envolvidas.
6. Se o empate persistir entre três equipes ou mais, uma nova classificação será feita levando-se em conta apenas as partidas entre as equipes envolvidas.[3]

## Fase classificatória
- Todas partidas no horário local (UTC-4).

### Grupo A
|     |                      |     | Jogos | Jogos | Jogos | Resultados | Resultados | Resultados | Resultados | Resultados | Resultados | Sets | Sets | Sets  | Pontos | Pontos | Pontos |
| Pos | Equipe               | Pts | T     | V     | D     | 3–0        | 3–1        | 3–2        | 2–3        | 1–3        | 0–3        | V    | P    | R     | V      | P      | R      |
| --- | -------------------- | --- | ----- | ----- | ----- | ---------- | ---------- | ---------- | ---------- | ---------- | ---------- | ---- | ---- | ----- | ------ | ------ | ------ |
| 1   | Cuba                 | 12  | 3     | 3     | 0     | 1          | 1          | 1          | 0          | 0          | 0          | 9    | 3    | 3.000 | 279    | 238    | 1.172  |
| 2   | República Dominicana | 10  | 3     | 2     | 1     | 1          | 1          | 0          | 0          | 1          | 0          | 7    | 4    | 1.750 | 253    | 224    | 1.129  |
| 3   | Estados Unidos       | 6   | 3     | 1     | 2     | 0          | 1          | 0          | 1          | 0          | 1          | 5    | 7    | 0.714 | 246    | 267    | 0.921  |
| 4   | México               | 2   | 3     | 0     | 3     | 0          | 0          | 0          | 0          | 2          | 1          | 2    | 9    | 0.222 | 215    | 267    | 0.805  |

Resultados
| Data   | Hora  |                      | Placar |                      | Set 1 | Set 2 | Set 3 | Set 4 | Set 5 | Total   | Relatório |
| ------ | ----- | -------------------- | ------ | -------------------- | ----- | ----- | ----- | ----- | ----- | ------- | --------- |
| 25 jul | 16:00 | Cuba                 | 3–1    | República Dominicana | 25–17 | 25–22 | 21–25 | 25–22 |       | 96–86   | P2 P3     |
| 25 jul | 18:00 | Estados Unidos       | 3–1    | México               | 25–18 | 25–23 | 22–25 | 25–18 |       | 97–84   | P2 P3     |
| 26 jul | 14:00 | República Dominicana | 3–0    | Estados Unidos       | 25–14 | 25–12 | 25–19 |       |       | 75–45   | P2 P3     |
| 26 jul | 18:00 | Cuba                 | 3–0    | México               | 25–15 | 25–18 | 25–15 |       |       | 75–48   | P2 P3     |
| 27 jul | 14:00 | México               | 1–3    | República Dominicana | 23–25 | 25–17 | 17–25 | 18–25 |       | 83–92   | P2 P3     |
| 27 jul | 18:00 | Estados Unidos       | 2–3    | Cuba                 | 26–24 | 21–25 | 21–25 | 25–19 | 11–15 | 104–108 | P2 P3     |

### Grupo B
|     |            |     | Jogos | Jogos | Jogos | Resultados | Resultados | Resultados | Resultados | Resultados | Resultados | Sets | Sets | Sets  | Pontos | Pontos | Pontos |
| Pos | Equipe     | Pts | T     | V     | D     | 3–0        | 3–1        | 3–2        | 2–3        | 1–3        | 0–3        | V    | P    | R     | V      | P      | R      |
| --- | ---------- | --- | ----- | ----- | ----- | ---------- | ---------- | ---------- | ---------- | ---------- | ---------- | ---- | ---- | ----- | ------ | ------ | ------ |
| 1   | Argentina  | 15  | 3     | 3     | 0     | 3          | 0          | 0          | 0          | 0          | 0          | 9    | 0    | MAX   | 230    | 171    | 1.345  |
| 2   | Porto Rico | 8   | 3     | 2     | 1     | 1          | 0          | 1          | 0          | 0          | 1          | 6    | 5    | 1.200 | 234    | 236    | 0.992  |
| 3   | Canadá     | 4   | 3     | 1     | 2     | 0          | 1          | 0          | 0          | 0          | 2          | 3    | 7    | 0.429 | 218    | 233    | 0.936  |
| 4   | Venezuela  | 3   | 3     | 0     | 3     | 0          | 0          | 0          | 1          | 1          | 1          | 3    | 9    | 0.333 | 244    | 286    | 0.853  |

Resultados
| Data   | Hora  |            | Placar |            | Set 1 | Set 2 | Set 3 | Set 4 | Set 5 | Total   | Relatório |
| ------ | ----- | ---------- | ------ | ---------- | ----- | ----- | ----- | ----- | ----- | ------- | --------- |
| 25 jul | 14:00 | Argentina  | 3–0    | Porto Rico | 25–20 | 25–14 | 25–17 |       |       | 75–51   | P2 P3     |
| 25 jul | 20:00 | Canadá     | 3–1    | Venezuela  | 25–17 | 25–27 | 25–15 | 25–22 |       | 100–81  | P2 P3     |
| 26 jul | 16:00 | Argentina  | 3–0    | Venezuela  | 25–17 | 25–18 | 28–26 |       |       | 78–61   | P2 P3     |
| 26 jul | 20:00 | Canadá     | 0–3    | Porto Rico | 21–25 | 16–25 | 22–25 |       |       | 59–75   | P2 P3     |
| 27 jul | 16:00 | Porto Rico | 3–2    | Venezuela  | 25–19 | 17–25 | 25–17 | 25–27 | 16–14 | 108–102 | P2 P3     |
| 27 Jul | 20:00 | Canadá     | 0–3    | Argentina  | 25–27 | 23–25 | 11–25 |       |       | 59–77   | P2 P3     |

## Fase final

### Chaveamento
|  | Quartas de final | Quartas de final     | Quartas de final |  |  | Semifinais | Semifinais | Semifinais |  |  | Final          | Final          | Final          |
|  |                  |                      |                  |  |  |            |            |            |  |  |                |                |                |
|  |                  |                      |                  |  |  | A1         | Cuba       | 1          |  |  |                |                |                |
|  | B2               | Porto Rico           | 3                |  |  | B2         | Porto Rico | 3          |  |  |                |                |                |
|  | A3               | Estados Unidos       | 1                |  |  |            |            |            |  |  | B2             | Porto Rico     | 1              |
|  |                  |                      |                  |  |  |            |            |            |  |  | B1             | Argentina      | 3              |
|  |                  |                      |                  |  |  | B1         | Argentina  | 3          |  |  |                |                |                |
|  | A2               | República Dominicana | 1                |  |  | B3         | Canadá     | 0          |  |  | Terceiro lugar | Terceiro lugar | Terceiro lugar |
|  | B3               | Canadá               | 3                |  |  |            |            |            |  |  | A1             | Cuba           | 3              |
|  |                  |                      |                  |  |  |            |            |            |  |  | B3             | Canadá         | 1              |

### Quartas de finais
| Data   | Hora  |                      | Placar |                | Set 1 | Set 2 | Set 3 | Set 4 | Set 5 | Total | Relatório |
| ------ | ----- | -------------------- | ------ | -------------- | ----- | ----- | ----- | ----- | ----- | ----- | --------- |
| 28 jul | 17:00 | República Dominicana | 1–3    | Canadá         | 20–25 | 25–16 | 21–25 | 23–25 |       | 89–91 | P2 P3     |
| 28 jul | 19:00 | Porto Rico           | 3–1    | Estados Unidos | 25–21 | 25–22 | 20–25 | 25–14 |       | 95–82 | P2 P3     |

### 5º – 8º lugar
| Data   | Hora  |           | Placar |                      | Set 1 | Set 2 | Set 3 | Set 4 | Set 5 | Total  | Relatório |
| ------ | ----- | --------- | ------ | -------------------- | ----- | ----- | ----- | ----- | ----- | ------ | --------- |
| 29 jul | 14:00 | México    | 1–3    | República Dominicana | 26–24 | 24–26 | 19–25 | 20–25 |       | 89–100 | P2 P3     |
| 29 jul | 16:00 | Venezuela | 0–3    | Estados Unidos       | 23–25 | 14–25 | 20–25 |       |       | 57–75  | P2 P3     |

### Semifinais
| Data   | Hora  |           | Placar |            | Set 1 | Set 2 | Set 3 | Set 4 | Set 5 | Total | Relatório |
| ------ | ----- | --------- | ------ | ---------- | ----- | ----- | ----- | ----- | ----- | ----- | --------- |
| 29 jul | 18:00 | Argentina | 3–0    | Canadá     | 25–23 | 25–15 | 25–10 |       |       | 75–48 | P2 P3     |
| 29 jul | 20:00 | Cuba      | 1–3    | Porto Rico | 25–16 | 17–25 | 22–25 | 21–25 |       | 85–91 | P2 P3     |

### Sétimo lugar
| Data   | Hora  |        | Placar |           | Set 1 | Set 2 | Set 3 | Set 4 | Set 5 | Total  | Relatório |
| ------ | ----- | ------ | ------ | --------- | ----- | ----- | ----- | ----- | ----- | ------ | --------- |
| 30 jul | 11:00 | México | 2–3    | Venezuela | 25–22 | 16–25 | 25–23 | 17–25 | 13–15 | 96–110 | P2 P3     |

### Quinto lugar
| Data   | Hora  |                      | Placar |                | Set 1 | Set 2 | Set 3 | Set 4 | Set 5 | Total   | Relatório |
| ------ | ----- | -------------------- | ------ | -------------- | ----- | ----- | ----- | ----- | ----- | ------- | --------- |
| 30 jul | 13:00 | República Dominicana | 2–3    | Estados Unidos | 25–15 | 22–25 | 25–20 | 25–27 | 13–15 | 110–102 | P2 P3     |

### Terceiro lugar
| Data   | Hora  |        | Placar |      | Set 1 | Set 2 | Set 3 | Set 4 | Set 5 | Total | Relatório |
| ------ | ----- | ------ | ------ | ---- | ----- | ----- | ----- | ----- | ----- | ----- | --------- |
| 30 jul | 15:00 | Canadá | 1–3    | Cuba | 18–25 | 21–25 | 25–22 | 23–25 |       | 87–97 | P2 P3     |

### Final
| Data   | Hora  |           | Placar |            | Set 1 | Set 2 | Set 3 | Set 4 | Set 5 | Total | Relatório |
| ------ | ----- | --------- | ------ | ---------- | ----- | ----- | ----- | ----- | ----- | ----- | --------- |
| 30 jul | 17:00 | Argentina | 3–1    | Porto Rico | 25–23 | 25–18 | 23–25 | 25–20 |       | 98–86 | P2 P3     |

## Classificação final
| Pos | Equipe               |
| --- | -------------------- |
| 1   | Argentina            |
| 2   | Porto Rico           |
| 3   | Cuba                 |
| 4   | Canadá               |
| 5   | Estados Unidos       |
| 6   | República Dominicana |
| 7   | Venezuela            |
| 8   | México               |

## Premiações
| Copa Pan-Americana de 2017   |
| Argentina                    |
| ---------------------------- |
| Argentina Campeã (1º título) |

### Individuais
Os atletas que se destacaram individualmente foramː
| - Most Valuable Player (MVP) Martín Ramos - Melhor Levantador Edgardo Goás - Melhores Ponteiros Miguel Ángel López Wilfrido Hernández | - Melhores Centrais Mitchell Stahl Pablo Crer - Melhores Oposto José Miguel Cáceres - Melhor Líbero Héctor Mata |